# Schouten Island
Schouten Island, che si chiamava precedentemente Schouten's Isle) è un'isola sita a est dell'isola di Tasmania (Australia) e appartiene alla municipalità di Glamorgan Spring Bay, una delle Local government area della Tasmania. L'isola fa parte del Freycinet National Park.

## Geografia

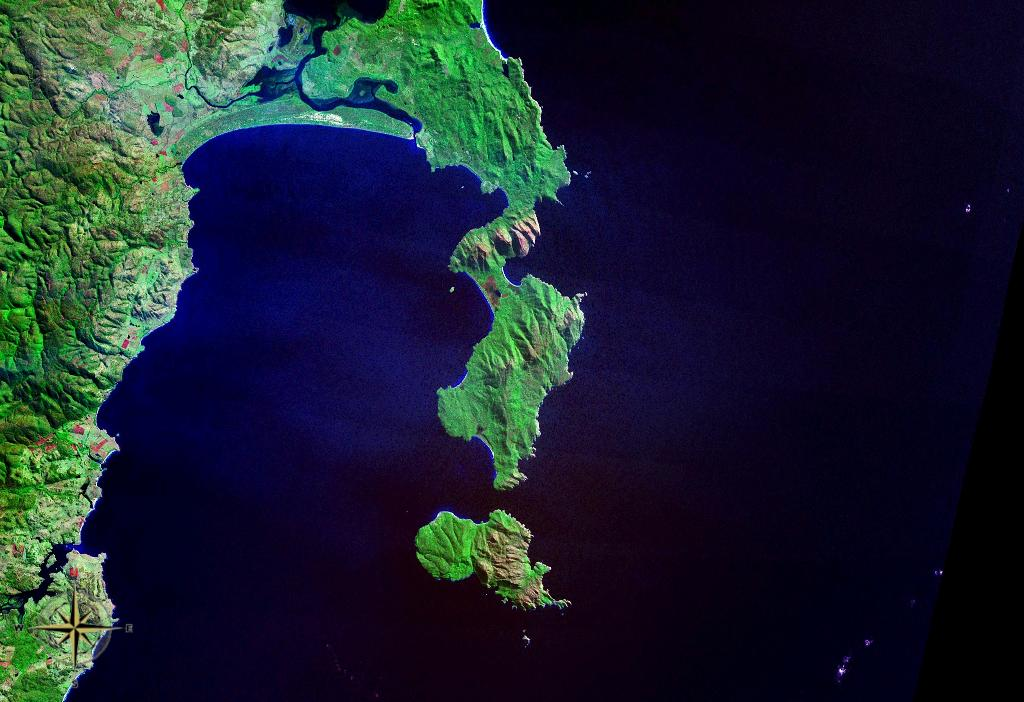
Schouten Island (in basso) sotto la penisola Freycinet.

L'isola, che ha una superficie totale di circa 28 km², si trova 1,6 km a sud della penisola Freycinet, assieme alla quale chiude a est l'insenatura di Great Oyster Bay. Il punto più alto dell'isola (400 m s.l.m.) è il monte Storey.

### Flora e fauna
La vegetazione di Schouten Island è dominata, ad ovest, da foreste di eucalipti su un suolo di dolerite, mentre ad est il suolo granitico è una landa con arbusti e ciperacee.
Si riproducono sull'isola, tra gli altri, il pinguino minore blu, la berta codacorta e la gallinella della Tasmania. Si trova sul lato orientale l'otaria orsina del Capo.
Tra i rettili presenti ci sono Niveoscincus pretiosus, Cyclodomorphus casuarinae, Pseudemoia entrecasteauxii e  Bassiana duperreyi.

## Storia
L'isola di Schouten si trova nel territorio degli aborigeni di Tasmania di Oyster Bay che abitavano l'isola prima dell'insediamento europeo.
L'isola è stata così denominata nel 1642 da Abel Tasman in onore di Joost Schouten, un membro del consiglio della Compagnia olandese delle Indie Orientali.
Durante il 1800, dopo l'arrivo degli inglesi, l'area era un centro di caccia alla foca e alla balena. Nel 1802, i membri della spedizione di Nicolas Baudin sbarcarono su Schouten. Nel 1809 furono scoperti sull'isola giacimenti di carbone e, tra il 1842 e il 1925, vi furono varie fasi di estrazione di carbone e di stagno.